# TVR Canal 11
TVR Canal 11 (Curicó) (anteriormente llamado Telecanal Curicó y Canal CDN Cultura, Deportes y Noticias) es un canal de televisión abierta chileno  afiliado a TVR que emite desde la ciudad de Curicó, en la Región del Maule. Fue  fundado en agosto del año 2000.

## Historia

### Inicios
El empresario Francisco Rodríguez Cea obtiene la licencia para emitir por televisión abierta en la frecuencia 11 de la banda VHF de Curicó, bajo la empresa Integral Medios. Así, en 2000, es lanzado al aire Televisión Regional, canal 11 Curicó. Su programación inicial solo consistía de audio, con la voz del locutor Juan Ignacio Tello Vidal, quien luego sería conductor de un programa matutino. El primer informativo fue presentado por Francisco Rodríguez Cea, luego Mauricio Morales y después Juan Ignacio Tello.
Rodríguez Cea postula al concurso de concesión al CNTV de las frecuencias 6 VHF de Talca y 5 VHF de Linares, antes de cerrarse los sorteos de radiofrecuencias al nivel nacional. Luego de un período de prueba que comenzó en octubre de 2000, el canal fue lanzado en Talca el 17 de noviembre de 2001 en el canal 6. También la estación se expandiría a la ciudad de Linares en 2003 dentro del canal 5.
La señal del canal 11 en Linares, actualmente llamada «TV5 Linares» transmite programación propia, mezclada con programación de UCV Televisión y dos canales de televisión paraguayos, Telefuturo y La Tele, siendo operado por otros dueños.

### Asociación con Telecanal
En diciembre de 2005, Telecanal fue lanzado al aire en Santiago, emisora que buscó alianzas en regiones para expandir el alcance de sus transmisiones. De esta manera, en 2006 estableció convenios con TVR Curicó y TVR Talca, sin embargo, los dos canales tomarían rumbos diferentes, ya que TVR Curicó siguió manteniendo una buena cuota de programación local, mientras que la filial de TVR en Talca dejó la red de TVR y la estación se afilió a Telecanal de Santiago.

### Etapa pos-Telecanal
En 2009, TVR Canal 11 se desliga definitivamente de Telecanal y empieza a transmitir el grueso de su programación desde Curicó. Sus estudios ubicados en calle Membrillar 740 entre las calles Manuel Montt y Arturo Prat, fueron destruidos por el fuerte terremoto que asoló el sur del país el 27 de febrero de 2010. Este hecho obligó a la empresa a trasladarse a las instalaciones de la Corporación Cultural a un costado del Cerro Condell.[cita requerida]
En 2012, luego de 12 años como Televisión Regional, el canal es relanzado como «Canal 11 Curicó» junto con una renovación corporativa del, así como el lanzamiento de un nuevo paquete de gráficas. Además, lanzó su propio sitio web con transmisión en vivo. 

## Logotipos
- 2000-2006: Son tres triángulos (uno azul otro verde y otro amarillo) apegados entre sí, dentro de ellos la sigla TVR en letras blancas
- 2006-2008: Es el mismo logo de Telecanal Curicó (enlace roto disponible en Internet Archive; véase el historial, la primera versión y la última). (las siglas "tc" en verde lima al lado de una columna ondulada de esferas multicolores y la palabra «Telecanal» debajo). A ese logo se agregó la sigla TVR encima de las esferas y la palabra «Curicó» debajo de «Telecanal».
- 2009-2011: Un cuadrado rojo (que es el símbolo del canal desde 1995) que, en su interior, contiene las letras «TVR» de color blanco, las letras T y V aparecen mayúsculas, unidas y con puntas redondas, y la letra «R» en minúscula, esta última agrandada de tal manera que queda al mismo tamaño que las mayúsculas. A su izquierda, estaba la frase «Mejor TV» y de fondo una imagen del fondo del mar.
- 2012-2016 : La palabra «Canal» de color blanco puesta delante del número 11 de color celeste
- 2016-2022 : Un cuadrado rojo que tiene un "C" blanco y a la izquierda tiene un círculo que tiene escrito el número 11
- 2023-presente : Una C color amarillo con un círculo interior transparente e internamente otro círculo amarillo con el número 11

## Rostros
- Jorge Castro de la Barra
- Juan Ignacio Tello
- Marcos Peña